# 民族イスラーム戦線
民族イスラーム戦線（みんぞくイスラームせんせん、National Islamic Front, NIF, アラビア語: الجبهة الإسلامية القومية; al-jabhah al-islāmīyah al-qawmīyah）は、ハサン・トラービーにより設立されたスーダンの政治組織。1989年にはオマル・アル＝バシール准将のクーデタにより少数与党となった。

## 歴史
ムスリム同胞団スーダン支部から1960年代にイスラーム主義学生組織、イスラム憲章戦線 (ICF) として結成された。イブラヒム・アブード政権が倒された時期でトラービーが代表であった。ICFは、スーダン共産党を国会から追放することを画策した。同時に女性の参政権を支持し、女性候補を擁立した。1969年にモハメド・アン＝ヌメイリがイスマーイール・アル＝アズハーリー政権を倒すとICFは弾圧されメンバーは軟禁下に置かれ、或は亡命した。
この頃にムスリム同胞団支部として知られるようになった。ムスリム同胞団との接点を探っていたヌメイリ政権は、1979年にトラービーを検事総長に任命した為政権に影響を与え始め、1983年にシャリーアが導入される道を開いた。冷戦期にはサウジアラビアからの支援を受け、イスラム銀行の利益でスーダン経済に影響力を持つようになった。ヌメイリ政権の反共政策も追い風となり、共産主義者と競って学生の獲得を図った。ヌメイリは自らを社会主義者であるとしたが、共産主義者のクーデタもあり脅威と看做して米国の援助を受けた。
1985年同胞団は煽動罪で告発された。これはヌメイリが彼らの経済力に脅威を抱いたためと言われる。逆にヌメイリは民衆の支持を失いクーデターを招いた。ICFは民主的な政権獲得を試みたが1986年の選挙では元学生の支持を受けても10%の得票しか得られなかった。そうした中で内戦中に軍内の支持を拡大して、1989年にバシールが選挙で選ばれたサーディク・アル＝マフディー内閣を倒し、ICFは民族イスラム戦線に改称した。
権力獲得後、内戦は激化し、マフディーは投獄された。トラービーとマフディーは姻戚関係であったが1980年代までに敵対関係となっていた。バシール政権は宗教的少数者への人権侵害で非難を受けるようになった。ターリバーン程の性差別主義ではないが強姦被害者が姦通罪で処刑されるようになった。これは南部で兵士により意図的に行われた。
NIFはスンナ派イスラム原理主義者の中でも指導的な地位を目差した。政権獲得はターリバーン以前であった。1991年に湾岸戦争に反対するバシール政権がサウジアラビアからアラブ諸国やイスラム諸国への影響力を奪うことを画策してトラービーに開催させた人民アラブ・イスラム会議にはウサーマ・ビン・ラーディンやアイマン・ザワヒリ、イリイチ・ラミレス・サンチェス、ジョージ・ハバシュ、アブ・ニダル、ハマス、ヒズボラ、アブドゥル・ラスル・サイヤフ、グルブッディーン・ヘクマティヤールなど著名な過激派が参加した。サウジアラビアを追放されたビンラディンをスーダンは匿うこととなった。ビンラディンは湾岸戦争の際に米軍への基地貸与に反対してサウジを逐われた。NIFもその点で一致していた。これは彼の資産や建築会社が目的であったとも言われるが、NIFにも厄介となり、スーダンを逐われたとなった。1998年にスティーブン・エマーソンはNIFも1993年の世界貿易センター爆破事件に責任があると米議会で証言した。1993年2月26日は湾岸戦争時のイラク軍のクウェート撤退の2周年であった。1998年8月にはアメリカ大使館爆破事件に関与したと主張するクリントン政権によりハルツームのミルク及び製薬工場がミサイル攻撃を受けた。
シャリーアの導入によるイスラム国家化を掲げていたが、1999年には元政治部門が国民会議となり、トラービーは人民国民会議を結成して弾圧されるに至った。
1999年にバシールは政策転換し、トラービーは国会から逐われた。アメリカ同時多発テロ事件以降はイスラム主義者としての相は影を潜めたと評される。トラービーは度々投獄され、スーダン人民解放軍との和平によりジョン・ガランが第一副大統領となった。ただし高官にはNIFメンバーが残っているとされ、ダルフール紛争に影響を与えているとして西側から批判される。
NIFは第二次スーダン内戦やダルフール紛争に関して政治手法や暴力の行使を非難されることが多く、例えば神の抵抗軍や西ナイル岸戦線、ウガンダ国民救済戦線をウガンダと南部スーダンにおける代理部隊として用いた責任を帰される場合もある。